# Elecciones federales de 1982 en Chihuahua
Las elecciones federales en Chihuahua de 1982 se llevaron a cabo el domingo 4 de julio de 1982, y en ellas se renovaron los siguientes cargos de elección popular:
- Presidente de la República. Jefe de Estado y de Gobierno de México, electo  para un periodo de seis años sin posibilidad de reelección. El candidato ganador en el estado y elegido a nivel nacional fue Miguel de la Madrid.
- 2 senadores. Miembros de la cámara alta del Congreso de la Unión elegidos por mayoría relativa para un periodo de seis años sin posibilidad de reelección para el periodo inmediato.
- 11 diputados federales. Miembros de la cámara baja del Congreso de la Unión. Diez elegidos por mayoría simple y uno mediante el principio de representación proporcional a partir de la lista regional por partido correspondiente a la segunda circunscripción electoral. Todos ellos electos para un periodo de tres años a partir del 1 de septiembre de 1982 sin posibilidad de reelección para el periodo inmediato.

## Resultados electorales

### Presidente de México
|  | 25.61 % |

|  | 62.02 % |

|  | 0.79 % |

|  | 2.19 % |

|  | 0.86 % |

|  | 0.47 % |

|  | 0.12 % |

|  | 0.01 % |

|  | 92.07 % |

|  | 7.93 % |

|  | 62.28 % |

|  | 37.72 % |

### Senadores por Chihuahua

#### Senadores electos
| Candidato                   | Partido | Tipo de elección |
| --------------------------- | ------- | ---------------- |
| José Refugio Mar de la Rosa |         | Primera fórmula  |
| José Socorro Salcido Gómez  |         | Segunda fórmula  |

#### Resultados

Distribución de los distritos federales de Chihuahua por partido político:
Partido Revolucionario Institucional

|  | 27.58 % |

|  | 58.57 % |

|  | 1.52 % |

|  | 0.00 % |

|  | 0.86 % |

|  | 2.47 % |

|  | 1.02 % |

|  | 0.00 % |

|  | 0.00 % |

|  | 0.05 % |

|  | 92.07 % |

|  | 7.93 % |

|  | 59.78 % |

|  | 40.22 % |

### Diputados federales por Chihuahua

#### Diputados electos
| Candidato                    | Partido | Distrito    | Tipo de elección            |
| ---------------------------- | ------- | ----------- | --------------------------- |
| Miguel Ángel Acosta Ramos    |         | Distrito 1  | Mayoría relativa            |
| Alfonso Cereceres Peña       |         | Distrito 2  | Mayoría relativa            |
| Enrique Soto Izquierdo       |         | Distrito 3  | Mayoría relativa            |
| Francisco Rodríguez Pérez    |         | Distrito 4  | Mayoría relativa            |
| Samuel Díaz Olguín           |         | Distrito 5  | Mayoría relativa            |
| Diógenes Bustamante Vela     |         | Distrito 6  | Mayoría relativa            |
| Juan Manuel Terrazas Sánchez |         | Distrito 7  | Mayoría relativa            |
| Dora Villegas Nájera         |         | Distrito 8  | Mayoría relativa            |
| Servando Portillo Díaz       |         | Distrito 9  | Mayoría relativa            |
| Miguel Olea Enríquez         |         | Distrito 10 | Mayoría relativa            |
| Carlos Chavira Becerra       |         | N/A         | Representación proporcional |

#### Resultados
|  | 29.19 % |

|  | 63.98 % |

|  | 1.68 % |

|  | 0.40 % |

|  | 0.94 % |

|  | 2.69 % |

|  | 1.13 % |

|  | 0.00 % |

|  | 0.00 % |

|  | 0.00 % |

|  | 100 % |

##### Distrito 1: Chihuahua
|  | 30.77 % |

|  | 60.23 % |

|  | 2.53 % |

|  | 0.60 % |

|  | 1.34 % |

|  | 3.60 % |

|  | 0.94 % |

|  | 0.00 % |

|  | 0.00 % |

|  | 0.00 % |

|  | 100.00 % |

|  | 0.00 % |

|  | 52.12 % |

|  | 47.88 % |

##### Distrito 2: Hidalgo del Parral
|  | 21.77 % |

|  | 73.49 % |

|  | 0.72 % |

|  | 0.82 % |

|  | 0.40 % |

|  | 2.61 % |

|  | 0.20 % |

|  | 0.00 % |

|  | 0.00 % |

|  | 0.00 % |

|  | 100.00 % |

|  | 0.00 % |

|  | 60.77 % |

|  | 39.23 % |

##### Distrito 3: Ciudad Juárez
|  | 37.76 % |

|  | 56.51 % |

|  | 1.36 % |

|  | 0.00 % |

|  | 1.36 % |

|  | 2.49 % |

|  | 0.52 % |

|  | 0.00 % |

|  | 0.00 % |

|  | 0.00 % |

|  | 100.00 % |

|  | 0.00 % |

|  | 60.50 % |

|  | 39.50 % |

##### Distrito 4: Ciudad Juárez
|  | 39.89 % |

|  | 53.81 % |

|  | 1.49 % |

|  | 0.00 % |

|  | 1.34 % |

|  | 3.60 % |

|  | 0.94 % |

|  | 0.00 % |

|  | 0.00 % |

|  | 0.00 % |

|  | 100.00 % |

|  | 0.00 % |

|  | 61.33 % |

|  | 38.67 % |

##### Distrito 5: Guerrero
|  | 8.19 % |

|  | 85.97 % |

|  | 1.59 % |

|  | 0.00 % |

|  | 0.60 % |

|  | 1.95 % |

|  | 1.70 % |

|  | 0.00 % |

|  | 0.00 % |

|  | 0.00 % |

|  | 100.00 % |

|  | 0.00 % |

|  | 54.52 % |

|  | 45.48 % |

##### Distrito 6: Camargo
|  | 32.81 % |

|  | 59.81 % |

|  | 1.55 % |

|  | 1.61 % |

|  | 0.78 % |

|  | 2.67 % |

|  | 0.77 % |

|  | 0.00 % |

|  | 0.00 % |

|  | 0.00 % |

|  | 100.00 % |

|  | 0.00 % |

|  | 50.45 % |

|  | 49.55 % |

##### Distrito 7: Chihuahua
|  | 29.79 % |

|  | 61.17 % |

|  | 2.46 % |

|  | 0.75 % |

|  | 1.03 % |

|  | 3.39 % |

|  | 1.42 % |

|  | 0.00 % |

|  | 0.00 % |

|  | 0.00 % |

|  | 100.00 % |

|  | 0.00 % |

|  | 50.60 % |

|  | 49.40 % |

##### Distrito 8: Ciudad Juárez
|  | 40.40 % |

|  | 54.35 % |

|  | 1.53 % |

|  | 0.00 % |

|  | 1.21 % |

|  | 1.86 % |

|  | 0.65 % |

|  | 0.00 % |

|  | 0.00 % |

|  | 0.00 % |

|  | 100.00 % |

|  | 0.00 % |

|  | 56.31 % |

|  | 43.69 % |

##### Distrito 9: Nuevo Casas Grandes
|  | 22.56 % |

|  | 68.01 % |

|  | 1.37 % |

|  | 0.00 % |

|  | 0.45 % |

|  | 3.14 % |

|  | 4.47 % |

|  | 0.00 % |

|  | 0.00 % |

|  | 0.00 % |

|  | 100.00 % |

|  | 0.00 % |

|  | 54.23 % |

|  | 45.77 % |

##### Distrito 10: Cuauhtémoc
|  | 18.75 % |

|  | 75.86 % |

|  | 2.15 % |

|  | 0.00 % |

|  | 0.65 % |

|  | 1.91 % |

|  | 0.68 % |

|  | 0.00 % |

|  | 0.00 % |

|  | 0.00 % |

|  | 100.00 % |

|  | 0.00 % |

|  | 49.31 % |

|  | 50.69 % |